# 韓国日報
韓国日報（かんこくにっぽう）は、1950年11月1日に創刊された大韓民国の日刊新聞である。朝鮮語による新聞の他に、英語新聞としてコリア・タイムスも発行しており、発行部数は100万部を越える（2002年時点、韓国ABC協会への申告部数）。本社所在地はソウル特別市鍾路区。日本の読売新聞と提携しており、定期的に日韓関係を巡る世論調査などを共同で行っている。
創立以来、韓国日報社は韓国を訪れる英語話者や外交団に対し、韓国関連の情報を提供することを使命としている。また、今日ではニューヨーク・タイムズやロサンゼルスタイムズのWorld Reportsから公式認可を受け、それらの記事も載せている。

## 概要
1949年2月25日に創刊された『太陽新聞』を英字日刊新聞『コリア・タイムス』のオーナーだった張基榮が1954年5月に買収、同年6月9日に題号を『韓国日報』に改称した。それに引き続き、同年11月には付録として韓国日報日曜版を、1955年2月には韓国日報水曜付録を増面発行し始めた。更に1960年には『少年韓国日報』と『ソウル経済新聞』を、1964年には『週刊韓国』を、そして1969年には『週刊女性』と『日刊スポーツ』（現日刊スポーツ）をそれぞれ創刊した。
韓国日報は、1979年に韓国で最初となるハングル電算写植機を導入し、1983年には国漢文（漢字ハングル交じり文）電子写植機を開発した。更に、1985年1月には、韓国の新聞としては最初となる人工衛星を通じた電子ニュースの受信体制を整備した。朝刊のみの新聞であった韓国日報は、1991年12月16日から12面の夕刊を発行し始めて朝刊・夕刊並立制を実施した。だが、1993年12月1日付の新聞をもって夕刊を廃刊し、朝刊単独発行に戻っている。その後、2000年2月にはインターネット新聞の独立法人である「韓国・ドット・コム（한국아이닷컴）」を発足させ、2001年6月には韓国の新聞業界では最初となるインターネットと紙新聞の連携を始めた。
韓国日報は、1974年に「韓国日報20年」を、1984年に「韓国日報30年史」を、それぞれ出版した。また、1987年4月には、韓国日報社を設立した張基栄の10周忌を迎えたことを記念し、「百想財団」を設立した。韓国日報社は、1998年から専門経営人体制を導入しており、現在発行中の刊行物には、『コリア・タイムス』、『ソウル経済』、『少年韓国日報』、『週刊韓国』などがある。
現在の政治的立場は、中道よりやや改革寄り。政治的立場が左右の極端に偏り勝ちな韓国の新聞界の中では、比較的公正な報道で知られている。但し系列紙上においては反左派プロパガンダ色が色濃く表れていると見られている。

## 企業活動
韓国日報は、さまざまな汎国民運動を主幹してきた。1950年代から1960年代には、代表的な事業として「10万の子供と親探し運動（10만 어린이 부모찾아주기 운동）」や「1千万の離散家族探し運動（1천만 이산가족찾기운동）」などを実施し、朝鮮戦争の混乱で生じた離散家族の再会を支援した。また、文化・芸術・体育行事を数多く施行しており、特に文学・芸術には重点を置いている。1977年には韓国山岳連盟との共同で「77エベレスト登頂計画」を成功させ、韓国最初のエベレスト山頂征服という記録を残した。現在では、「韓国創作文学賞」、「新春文芸」、「韓国出版文化賞」、「韓国文学翻訳賞」などを始めとして、「百想芸術大賞」、「ミス・コリア」、「韓国音楽コンクール」、「百想体育大賞」などの行事を手掛けている。

## コリア・タイムス
コリア・タイムス（The Korea Times）は、ソウルで発行されている韓国の英語新聞。韓国政府の公報処（現在の国政広報処）処長の金活蘭が、国連軍として朝鮮戦争に参戦中の将兵達に対し、韓国国内のニュースを知らせることで、彼らに韓国の実情をすぐ認識させることを目的として、1950年11月1日に創刊した。初代社長は金尚鎔であり、1953年11月には張基栄が創刊した《韓国日報》の姉妹紙となった。当初はB4判（紙#洋紙寸法）2面で発行されていたが、1978年1月1日から毎日の8面と週2回の付録4面の発行、1986年9月から12面発行となった。2001年時点の発行面数は16面であり、『タイムスインタビュー(Times Interview)』、『ディア・アビー(Dear Abby)』など著名なコラムも載せている。

## 背任事件
韓国の検察は2013年8月、韓国日報の張在九会長を同社や関連会社に計約300億ウォンの損害を与えたとする背任容疑などで逮捕した。同社はこの背任事件を契機に法定管理下に入り、売却手続きが進められている。2014年9月に締め切られた2回目の入札で木材・床材メーカーのトンファ企業が優先交渉権を獲得した。

## 注目された報道
2021年、シンガポールのシンクタンクであるISEASユソフ・イサーク研究所がASEAN諸国を対象に実施した調査によると、ASEAN諸国における韓国の経済的、政治的影響力は、どちらも1%未満（経済的影響力が0.6%、政治的影響力が0.3%）であり、「新型コロナウイルス感染症問題を支援する対話パートナー」「米中対立の中におけるASEAN諸国のパートナー」「最も好きな旅行先」の調査では、韓国との回答はそれぞれ5.4%、3.2%、4.7%だった。これを受けて『韓国日報』は、「ASEAN諸国における韓国の影響力は1%にも満たない」「ASEAN諸国における韓国の地位は微々として振るわない」と嘆いた。